# ブラックスター (楽器メーカー)

ブラックスター・アンプリフィケーション（Blackstar Amplification）は、 イギリス・ノーサンプトンに本社を置くギターアンプとエフェクターのメーカーで、主に真空管アンプを製造している会社である。
ブルース・キア（Bruce Keir、元マーシャル社チーフ設計エンジニア）と、イアン・ロビンソン（Ian Robinson）を中心とした元マーシャルの従業員たちにより2007年に設立された。研究と開発の大部分はイギリスで、生産はアジアで行われている。アンプの製造は韓国で行われていたが、現在は中国で行われている。 

## 主な製品

### アンプ

#### Artisan
プリント基板を使わないポイント・トゥー・ポイントの構造を特徴とするシリーズ。開発はイギリス、製造は韓国で行われている。デュアルチャネルアンプには、VOX社製の小型アンプでも使用されているプリアンプ用真空管（EF86の五極管）が用いられている 。ヘッドアンプとコンボアンプの両方があり、出力は15W、30W、100Wモデルがラインナップされている。15Wと30Wのコンボアンプは、ビンテージギター誌で「実質的なトーンを提供する実質的なアンプ」と評された。  

#### シリーズ1
Artisanシリーズよりも多くの機能が追加されており、一部のモデルには4つのチャンネルが採用されている。また、特許取得済みの「ISF」(Infinite Shape Feature)と呼ばれる、アンプのサウンドキャラクターを、フェンダー風の「American」から、マーシャル風の「British」まで、あるいはその間の任意のサウンドキャラクターにも変更できる機能を備える。45W、50W、100W、200Wのモデルをラインナップする。 

#### HT-5
5Wの小型真空管コンボアンプであり、同社の真空管搭載オーバードライブエフェクターであるHT Dualのサウンドをアンプに落とし込んだものである。小型ながらISFやイコライザーを備え、スピーカーから響いたような真空管サウンドをライン出力するエミュレート出力機能も搭載されている。

#### HT-1
HT-5の1W版である。また、60Wのキャビネットを駆動するヘッドアンプとしても使用できる。 

#### HT Venue
2010年にWinter NAMMで発表された、HTシリーズの新モデルである。出力は20W、40W、50W、60W、100Wがラインナップされており、40Wと60Wモデルはコンボアンプ、50Wと100Wモデルはヘッドアンプで、20Wのみヘッドアンプとコンボアンプの両方がラインナップされている。また、3つの異なるキャビネットサイズ（1×12、2×12、4×12）があることも特徴である。スピーカーは全モデルCelestion製。2017年にHT Venue MkIIへモデルチェンジした。 

#### HT Venue MkII
2017年発売。HT Venueシリーズを改良し、USBや、XLR出力を介したDI録音などの新たな機能が加えられている。

#### HT Metal
HT Venueを、メタル・ミュージック向けに再設計したシリーズ。メタル・ミュージックに適したハイゲインとトーンを特徴とする。ヘッドアンプには、1W、5W、100Wが、コンボアンプには、1W、5W、60Wがラインナップされている。ISFとエミュレート出力を搭載し、1Wと5Wには2チャンネル、60Wと100Wには3チャンネルが備わる。Musicmesse 2013でリリースされたが、2017年に廃止された。 

#### ID：シリーズ
真空管アンプを主軸とするブラックスターが初めて世に送り出したデジタル・モデリングアンプである。60Wと100Wのヘッドアンプと、15W、30W、60W、120Wのコンボアンプをラインナップする。ISFとエミュレート出力に加えて、作ったトーンを保存できる機能を備えたデジタルプリアンプも搭載している。 

### エフェクター
ブースター、オーバードライブ、ディストーション、リバーブ、ディレイなどのエフェクターを製造している。真空管を搭載したものや、ISF機能が組み込まれたもの、エミュレート出力機能を備えたものもある。 

## エンドースメント
- ダニー・ブライアント
- ジャレッド・ジェームズ・ニコルズ
- バズ・ウォーン（ストラングラーズ）
- ニール・ショーン（ジャーニー）
- カート・ヴィードルファー
- オーペス
- レイザーライト
- ドゥノッツ
- ローズ・タトゥー（英語版）
- パット・トラバーズ（英語版）
- ディム・ボルギル（シレノス）
- フランク・ハノン（テスラ）
- サシャ・ゲルストナー（ハロウィン）
- ガス・G（ファイアーウインド ）
- ザ・キュアー
- オジー・オズボーン
- リッチー・サンボラ [5]